# Жирвіни
Жирвіни (пол. Żyrwiny) — село в Польщі, у гміні Шиплішки Сувальського повіту Підляського воєводства.
Населення — 87 осіб (2011).
У 1975-1998 роках село належало до Сувальського воєводства.

## Демографія
Демографічна структура станом на 31 березня 2011 року:
|          | Загалом | Допрацездатний вік | Працездатний вік | Постпрацездатний вік |
| -------- | ------- | ------------------ | ---------------- | -------------------- |
| Чоловіки | 48      | 16                 | 27               | 5                    |
| Жінки    | 39      | 14                 | 14               | 11                   |
| Разом    | 87      | 30                 | 41               | 16                   |